# Hydromanicus dohrni
Hydromanicus dohrni är en nattsländeart som beskrevs av Georg Ulmer 1951. Hydromanicus dohrni ingår i släktet Hydromanicus och familjen ryssjenattsländor. Inga underarter finns listade i Catalogue of Life.